# Associatieovereenkomst tussen de Europese Unie en Oekraïne
De Associatieovereenkomst tussen de Europese Unie en Oekraïne is een associatieverdrag tussen de Europese Unie (EU), Euratom, de – op het moment dat het verdrag werd getekend – 28 EU-lidstaten en Oekraïne, dat een politieke en economische associatie tussen de partijen oprichtte. De overeenkomst is in 2017 in werking getreden (sommige delen al eerder).
Ook in de overgangsfase na het Britse vertrek uit de Europese Unie bleef het op het Verenigd Koninkrijk van toepassing.

## Samenvatting
De partijen deden elkaar toezeggingen om samen te werken en economisch beleid, wetgeving en regulering op elkaar af te stemmen op een groot aantal terreinen, waaronder gelijke rechten voor arbeiders, stappen naar visumvrije beweging van burgers, het uitwisselen van informatie op terreinen zoals justitie, de modernisering van de Oekraïense energie-infrastructuur en toegang tot de Europese Investeringsbank. De partijen kwamen overeen om regelmatig conferenties te houden en vergaderingen tussen ministers, ambtenaren en deskundigen.
De overeenkomst verplicht Oekraïne tot economische, gerechtelijke en financiële hervormingen om zijn beleid en wetgeving af te stemmen op die van de Europese Unie. Oekraïne heeft toegezegd om geleidelijk te voldoen aan de EU-normen ten aanzien van techniek en consumenten. De EU heeft van haar kant toegezegd om Oekraïne te voorzien van politieke en financiële steun, toegang tot onderzoek en kennis en een voorkeurstoegang tot EU-markten.
De overeenkomst verplicht beide partijen ertoe om een geleidelijke convergentie te bevorderen met betrekking tot het Gemeenschappelijk veiligheids- en defensiebeleid, het Europees Defensieagentschap. Ook verplicht ze tot ratificatie, uitvoering en/of het overwegen partij te worden bij een groot aantal verdragen.

## Totstandkoming
De associatieovereenkomst was het resultaat van een periode van meer dan twintig jaar waarin de partijen trachtten de banden aan te halen. Enerzijds wilde de Europese Unie haar import van graan en aardgas uit Oekraïne veiligstellen en haar eigen export van goederen naar Oekraïne, zodat deze niet zou worden bedreigd door instabiliteit in de regio, in de overtuiging dat deze kon worden gereduceerd middels sociaal-politieke en economische hervormingen in Oekraïne. Anderzijds wilde Oekraïne zijn export uitbreiden door van vrijhandel met de Europese Unie te profiteren, terwijl het wenselijke externe investeringen aantrok. Daarnaast wilde Oekraïne nauwere banden smeden met de sociaal-politieke entiteit waar veel Oekraïners een sterke culturele verwantschap mee voelden. West-Oekraïne bleek over het algemeen enthousiaster te zijn over EU-lidmaatschap dan Oost-Oekraïne.

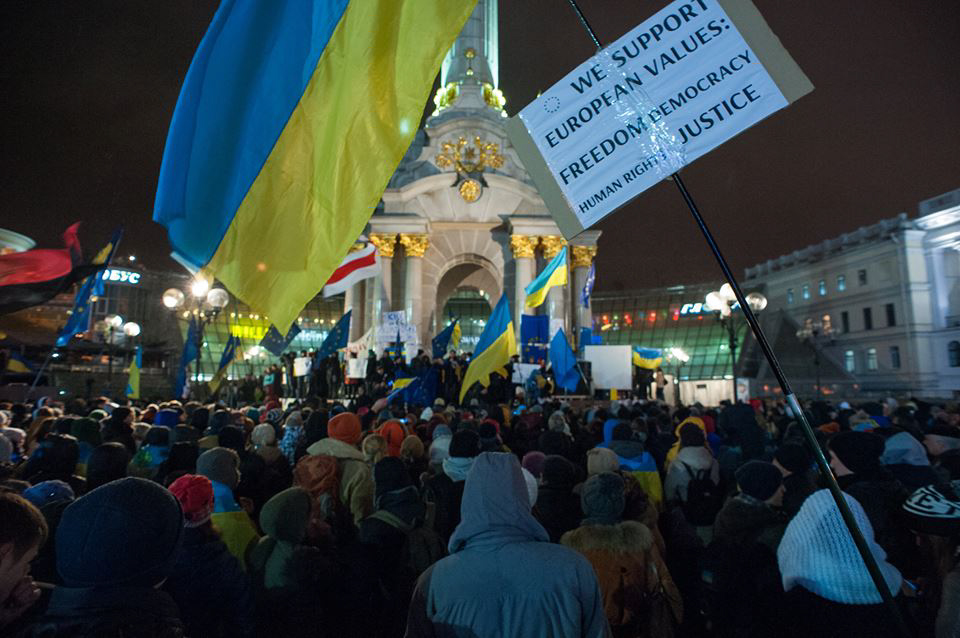
Protesten vóór het verdrag op het Euromaidan, 27 november 2013.

Het Associatieverdrag werd voor het eerst voorgesteld in 2012. Aanvankelijk waren zowel aanhangers van de Partij van de Regio's van president Viktor Janoekovytsj als aanhangers van de oppositie voorstander van het verdrag. De EU stelde als voorwaarde voor tekening de vrijlating van oppositieleidster Joelia Tymosjenko. Zij verloor in 2010 nipt de presidentsverkiezingen van Janoekovytsj en werd vervolgens in 2011 opgesloten op verdenking van corruptie, hoewel het Westen het zag als een politiek gemotiveerd proces. Rusland dreigde met strafmaatregelen tegen Oekraïne als het land het verdrag zou tekenen.
Onder zware Russische druk besloot de Oekraïense regering tegen de verwachtingen in op 21 november 2013, 8 dagen voordat de Associatieovereenkomst getekend zou worden, om de onderhandelingen op te schorten. De oppositie reageerde woedend, Rusland reageerde verheugd. Dezelfde dag begonnen op het Majdan Nezalezjnosti in Kiev spontane straatprotesten van burgers die voorstanders van het verdrag met de EU waren; het plein werd al spoedig omgedoopt tot het "Euromaidan" ("Europlein"). De protesten groeiden elke dag aan en werden feller, waarna botsingen met de politie volgden die uitmondden in rellen, ook elders in het land.
In februari 2014 escaleerden de protesten in Kiev in gewelddadige confrontaties tussen binnenlandse veiligheidstroepen en demonstranten met meer dan honderd doden tot gevolg. Tijdens de Revolutie van de Waardigheid ontvluchtte Janoekovytsj de hoofdstad en werd door het parlement afgezet, waarna Oleksander Toertsjynov als interim-president werd aangesteld. Kort daarna werd de interim-regering-Jatsenjoek gevormd en brak er een crisis uit rond de Krim, toen het Russische leger met ongemarkeerde troepen het schiereiland overnam. Een haastig georganiseerd referendum op de Krim onder Russische bezetting resulteerde in de formele Russische annexatie van het schiereiland. In de tussentijd slaagde overgangsregering erin om de rust elders in het land te herstellen, behalve in het oosten waar het tot een oorlog kwam tussen het Oekraïense leger en door Rusland gesteunde rebellen.
Het Associatieverdrag werd uiteindelijk op 21 maart 2014 getekend; hiermee traden de Preambule, Artikel 1 en Titels I, II en VII voorlopig in werking. Titels III, V, VI en VII van het Associatieverdrag en de daaraan gerelateerde Annexen en Protocollen worden voorlopig toegepast sinds 1 november 2014. Op 12 september 2014 werd de toepassing van Titel IV en de daaraan gerelateerde Annexen en Protocollen uitgesteld tot 31 december 2015. Het verdrag trad uiteindelijk op 1 september 2017 in werking, na ratificatie door alle verdragspartners.

## Ratificatie
Laatst bijgewerkt op: 10 juni 2017
| Waals Parlement | (Gewest) (Gemeenschap) |

| GGC | (Frans) (Nederlands) |

| Vlaams Parlement | (Gewest) (Gemeenschap) |